# Воалаво
Воалаво, или мадагаскарский гигантский хомяк (лат. Hypogeomys antimena) — вид крупных млекопитающих из отряда грызунов, обитающее на западе Мадагаскара. Единственный ныне живущий вид рода Hypogeomys.

## Описание

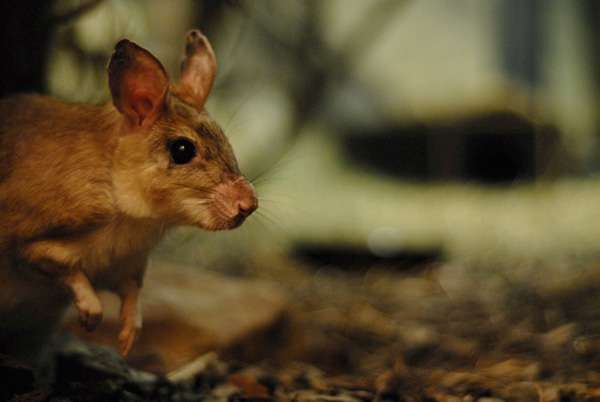

Мадагаскарский гигантский хомяк достигает длины от 30 до 35 см, его хвост длиной от 21 до 25 см. Шерсть бурая сверху и белая снизу. Тёмно-коричневый хвост выделяется на фоне этого. У животного сильно увеличены уши и задние ноги, вследствие чего оно отдалённо напоминает дикого кролика. Мадагаскарский гигантский хомяк занимает на острове ту же экологическую нишу, что и дикий кролик.

## Распространение
Мадагаскарский гигантский хомяк имеет ограниченную область распространения. Площадь его ареала составляет 1 000 км². Он живёт только в прибрежных влажных джунглях с песчаной почвой. В гористой местности внутри острова они не обитают. Они выкапывают длинные норы длиной до 5 м, в которых проводят светлое время суток. Ночью они покидают их и начинают передвигаться частично бегая, частично прыгая. Животные питаются, прежде всего, упавшими плодами. Естественным врагом животного является фосса.